# Bèssik Kudúkov
Bèssik Serodínovitx Kudúkov (rus: Бесик Серoдинович Кудухов; 15 d'agost 1986, Tskhilon, Districte de Leningór, República d'Ossètia del Sud - 29 de desembre 2013, prop d'Armavir, Rússia) - fou un lluitador rus d'origen osseti. Quatre vegades campió del món, campió d'Europa, medalla de bronze als Jocs Olímpics de Pequín 2008 i medalla d'argent als Jocs Olímpics de Londres 2012.

## Biografia
Nascut a la RSS de Geòrgia al poble de Tskhiloni, on umés tard la família es traslladà a Beslan, on es va graduar a l'escola núm. 1. Va començar a practicar esport als nou anys, on va donar prioritat a tota mena de lluites. Amb el temps, la seva preferència es va donar a l'estil lliure. El primer i principal entrenador d'en Bèssik fou Valentin Gozoev.